# باري هوارد (لاعب كريكت)
باري هوارد (21 مايو 1926 - ) (بالإنجليزية: Barry Howard)‏ هو لاعب كريكت بريطاني.

## وصلات خارجية
- باري هوارد على موقع إي آس بي آن كريك إنفو (الإنجليزية)